# Aeroportul Regional Halifax-Northampton
Aeroportul Regional Halifax-Northampton (IATA: RZZ, ICAO: KIXA, FAA LID: IXA) este un aeroport din Carolina de Nord, Statele Unite ale Americii ce deservește zona Roanoke Rapids⁠(d). Aeroportul a fost tranzitat în 2019 de 32 de pasageri.
Situat la o altitudine de 44,196 m, aeroportul dispune de 1 pistă.

## Infrastructură

### Piste
Aeroportul dispune de o singură pistă. Pista 02/20 are suprafața de asfalt și dimensiunile 5.500 picioare × 101 picioare. 